# Cyclopes rufus
Cyclopes rufus és una espècie de pilós de la família dels ciclopèdids. És endèmic de l'oest del Brasil, on viu a l'interfluvi entre els rius Madeira i Aripuanã. El seu hàbitat natural són els boscos. Manca de ratlles ventrals o dorsals. El seu pelatge dorsal és rogenc, mentre que la cua i les extremitats són de color vermell groguenc. El seu nom específic, rufus, significa 'roig' en llatí. Com que fou descoberta fa poc, encara no se n'ha avaluat l'estat de conservació.